# Pakuwon (Cisurupan)
Pakuwon is een bestuurslaag in het regentschap Garut van de provincie West-Java, Indonesië. Pakuwon telt 4628 inwoners (volkstelling 2010).